# 横浜日野自動車
横浜日野自動車株式会社（よこはまひのじどうしゃ）は神奈川県横浜市金沢区に本社を置いていた日野自動車の自動車ディーラー。

## 概要
神奈川県全域をエリアとするトラック・バス専門の自動車ディーラー。1999年（平成11年）4月に京浜日野自動車から営業権を譲受。
2020年4月1日、2021年を目処に東京日野自動車および千葉日野自動車と統合することを発表、7月1日に南関東日野自動車として合併し、旧横浜日野自動車の営業エリアは同社の神奈川支社が継承する。

## 沿革
- 1951年3月7日 - 関東日野ヂーゼル（のちの東京日野自動車）より分割、横浜日野ヂーゼルとして設立
- 1999年4月 - 京浜日野自動車から営業権を譲受[1]
- 2021年7月 - 南関東日野自動車として合併。

## 拠点
- 東部本社　- 神奈川県横浜市金沢区幸浦2-6-1
- 西部本社　- 神奈川県藤沢市西富730-1

販売・サービス拠点
- 公式サイト「事業所一覧・企業情報」を参照